# Centre international de formation des acteurs locaux
Pour les articles homonymes, voir CIFAL.

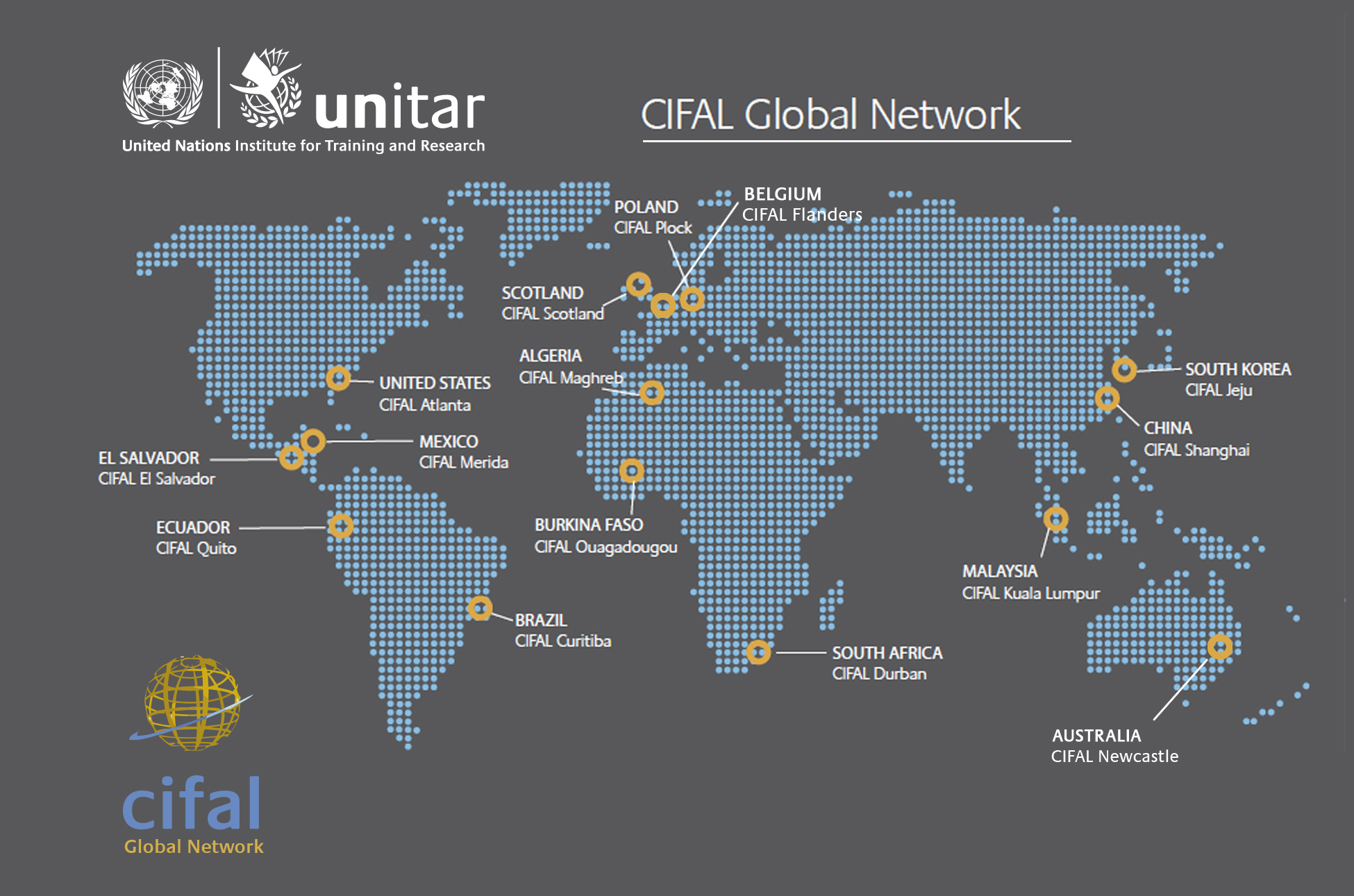
Centres CIFAL dans le monde 2016

Le Réseau mondial CIFAL (Centre International de Formation des Acteurs Locaux) fait partie de l'Institut des Nations unies pour la formation et la recherche (UNITAR).
Le réseau comprend 15 centres internationaux de formation (CIFALs) et vise à servir de plate-forme pour le renforcement des capacités des autorités gouvernementales et des dirigeants de la société civile sur des sujets liés au développement durable, ainsi que sur les mandats mondiaux et objectifs de l'Organisation des Nations unies. Depuis sa création en 2003, le Réseau a formé plus de 47.000 bénéficiaires par le biais de plus de 540 formations et d’événements de partage des connaissances (chiffres de décembre 2014). Il compte plus de 8.062 bénéficiaires de 124 pays en 2014.
L’acronyme CIFAL signifie « Centre International de Formation pour les Autorités et Leaders » (en espagnol : « Centro Internacional de Formación para Autoridades y Lideres »). Chaque Centre CIFAL est une plateforme pour le renforcement des capacités et le partage des connaissances entre autorités locales et régionales, les gouvernements nationaux, les organisations internationales, le secteur privé et la société civile. Ils constituent une ressource importante dans les efforts à long terme des Nations unies pour la réalisation des Objectifs de Développement Durable.

## Approche
L'objectif central des programmes de formation de CIFAL est de développer et de renforcer les capacités pour mieux répondre aux défis du développement. Les centres CIFAL reposent sur une approche de facilitation qui vise à:
- Faciliter le transfert des connaissances, des expériences et des meilleures pratiques entre les représentants du gouvernement, du secteur privé et les dirigeants de la société civile
- Améliorer les capacités pour exercer efficacement les tâches pertinentes
- Encourager la coopération et le développement de partenariats multipartites
- Offrir des possibilités de réseautage menant à une collaboration entre villes
- Contribuer à l'élaboration de stratégies locales et nationales

Chacune de ses activités d'apprentissage et de formation présente une variété de ressources d'apprentissage mêlant contenu de base, exercices, évaluations, collaboration entre pairs, activités interactives, et tutorat pédagogique. Selon les besoins des bénéficiaires et les objectifs de la formation, les activités sont dispensés sous différents formats: en présentiel, en virtuel, ou combiné en alliant les deux formats.

## Fonction

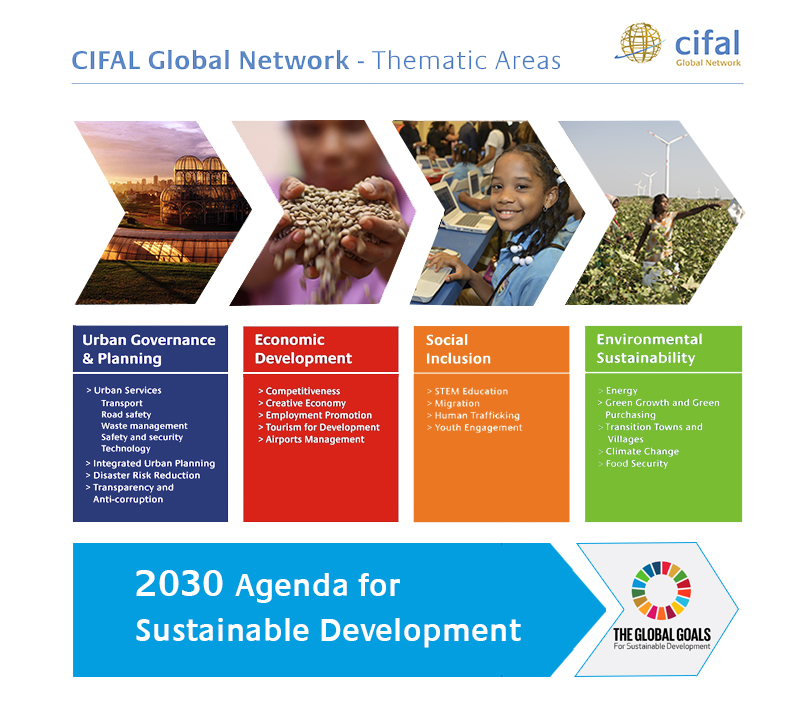
Domaines thématiques du réseau mondial de CIFAL

En 2016, le Réseau mondial CIFAL comprend 14 centres répartis en Afrique, en Asie, en Europe et sur le continent américain. Chaque CIFAL offre une formation innovante dans des domaines clés liés au développement durable et sert en tant que centre pour l'échange de connaissances entre les représentants du gouvernement, des organisations non-gouvernementales et internationales, le secteur privé, la société civile, les institutions académiques et le système des Nations unies.
Chaque CIFAL est spécialisé dans des domaines thématiques qui sont définis par les besoins et les priorités des régions qu'il dessert. Les domaines thématiques sont les suivants:
- La gouvernance urbaine et la planification
- Le développement économique
- L'intégration sociale
- La durabilité environnementale

Leurs programmes de formation permettent l’accès aux connaissances, aux ressources et aux meilleures pratiques, tout en favorisant une collaboration multipartite en appuyant le développement durable.
- Réseau Mondial CIFAL
- Calendrier CIFAL
- Partenariats pour le Développement Durable